# Parafia św. Andrzeja Boboli w Myszkowie
Parafia św. Andrzeja Boboli – rzymskokatolicka parafia znajdująca się w Myszkowie. Należy do dekanatu Myszków i archidiecezji częstochowskiej.
Została utworzona w 1981 r. Kościół parafialny wybudowany w latach 1982–1991, konsekrowany w 1991 r.

## Grupy parafialne
Parafialna Rada Duszpasterska, Akcja Katolicka, Katolickie Stowarzyszenie Młodzieży, Krąg Rodzin Oazowych, Ruch „Światło Życie”, ministranci, schola dziecięca, chór parafialny, Caritas Parafialna, Żywy Różaniec – 8 róż